# Nord LB Open 1996
Il Nord LB Open 1996 è stato un torneo di tennis facente parte della categoria ATP Challenger Series nell'ambito dell'ATP Challenger Series 1996. Il torneo si è giocato a Braunschweig in Germania dal 24 al 30 giugno 1996 su campi in terra rossa.

## Vincitori

### Singolare
Alberto Berasategui ha battuto in finale  József Krocskó con il punteggio di 6–2, 6–2

### Doppio
Karsten Braasch /  Jens Knippschild hanno battuto in finale  Cristian Brandi /  Filippo Messori con il punteggio di 6–3, 6–4